# Meluzyna (świecznik)
Meluzyna (świecznik) – żyrandol w formie kompozycji poroża jelenia lub daniela oraz popiersia kobiety.
W sztuce renesansu postać Meluzyny – półkobiety, półwęża z niebiesko-białym, srebrzystym ogonem lub syreny to częsty motyw zdobniczy.
W świecznikach kompozycja rogów i Meluzyny przedstawiana była w różny sposób. Albrecht Dürer w 1513 zaprojektował taki świecznik jako półpostać kobiety rzeźbionej w drewnie z ogonem w formie splecionych rogów jelenia lub daniela, gdzie Meluzyna podtrzymuje świecznik rękami.
W Polsce w XVI–XVII w. rogi ułożone były tak, że w miejscu ich złączenia umieszczano popiersie kobiece. Rogi pełniły funkcje ramion świecznika i w nich mocowano kolce na świece. Świecznik taki zawieszano przeważnie pośrodku stropu sali jadalnej.
Meluzyny znajdowały się m.in. na Wawelu. Od 1536 w pomieszczeniach zajmowanych przez Zygmunta Augusta, a następnie od 1583 w izbie na drugim piętrze, gdzie jadała królowa Anna Jagiellonka. Później salę tę nazwano „pod panną” lub „pod Meluzyną”.
W XVII w. meluzyny pojawiały się w wielu polskich wnętrzach magnackich. Zamiast figury kobiety często umieszczano postacie aniołów, półpostacie rycerzy. Jerzy Krasicki w 1611 urządzając zamek w Dubiecku dawał snycerzom takie zalecenia:

„... urobić troje rogów jelenich do trzech lichtarzów, a do nich figury pewne, to jest: do jednego lichtarza Judyt z głową Holofernesową i z mieczem do drugiego lichtarza Kupidyna z łukiem i strzałami, a zaś do trzeciego Samsona..., o pod te trzy lichtarze głowy też jelenie miał robić, oprócz tego i gotowe Meluzyny wyrzeźbić i rogi przyprawić”.

Świecznik tego typu z XVII w. można też zobaczyć w pałacu Pillnitz w Dreźnie.